# José Pinto Coelho
José de Almeida e Vasconcelos Pinto Coelho (Lisboa, Campo Grande, 27 de Setembro de 1960) é um designer gráfico e político português. Foi desde 2005 presidente do partido Ergue-te, que até julho de 2020 era conhecido como Partido Nacional Renovador, tendo passado a presidente honorário a 15 de dezembro de 2024.

## Juventude e família
Nasceu em 1960, no Campo Grande, em Lisboa. Membro de uma família que apoiava o Estado Novo, tinha 13 anos quando se deu a revolução de 25 de Abril de 1974 e a família teve de se mudar para o Rio de Janeiro, no Brasil, mudando-se novamente pouco tempo depois para Flamengo. Formou-se no Instituto de Artes Visuais, Design e Marketing, com um bacharel em Design.

### Casamento e descendência
Casou em Lisboa a 30 de Novembro de 1984 com Ana Mafalda de Aragão-Morais de Utra Machado (Lisboa, Alvalade, 23 de Setembro de 1962), com a qual tem quatro filhos e uma filha:
- Pedro de Utra Machado Pinto Coelho (Lisboa, 4 de Fevereiro de 1986)
- Madalena de Utra Machado Pinto Coelho (Lisboa, 23 de Junho de 1987), Licenciada em Direito pela Faculdade de Direito da Universidade de Lisboa
- Frederico de Utra Machado Pinto Coelho (Lisboa, 18 de Abril de 1989)
- José de Utra Machado Pinto Coelho (Lisboa, 14 de Outubro de 1993)
- Luís de Utra Machado Pinto Coelho (Lisboa, 9 de Setembro de 1998)

## Percurso político
Em 2011, nas eleições presidenciais, declarou que a sua candidatura "morreu na praia", por não ter conseguido reunir as 7500 assinaturas. Afirmou ter perto de 6.000 assinaturas certificadas.
Em 2021, foi candidato à assembleia municipal da Câmara Municipal de Lisboa, tal como já havia sido anteriormente em 2007 e em 2017.
Nas eleições legislativas portuguesas de 2022, defendeu o seu partido em debate com outros líderes de partidos sem representação no parlamento português; dizendo ser representante do "único partido assumidamente contra o regime e contra o sistema", disse que se chegasse ao parlamento assim o faria "sem máscara" e promoveria a desobediência civil. Ao mesmo tempo que dizia que "o covid existe", Pinto Coelho questionou as restrições impostas em Portugal por causa da pandemia.

## Resultados Eleitorais

### Eleições legislativas
| Data | Partido     | Partido     | Circulo eleitoral | Posição     | Cl.   | Votos         | %             | +/-        | Status                 | Notas                                    | Refs.  |
| ---- | ----------- | ----------- | ----------------- | ----------- | ----- | ------------- | ------------- | ---------- | ---------------------- | ---------------------------------------- | ------ |
| 2005 |             | PNR         | Lisboa            | 1.º (em 48) | 9.º   | 2 823         | 0,24 / 100,00 |            | Não eleito             | Presidente do Partido Nacional Renovador | [ 11 ] |
| 2009 | 1.º (em 47) | PNR         | Lisboa            | 8.º         | 4 542 | 0,40 / 100,00 | 0,16          | Não eleito | [ 12 ]                 | Presidente do Partido Nacional Renovador |        |
| 2011 | 1.º (em 47) | PNR         | Lisboa            | 9.º         | 6 193 | 0,53 / 100,00 | 0,13          | Não eleito | [ 13 ]                 | Presidente do Partido Nacional Renovador |        |
| 2015 | 1.º (em 47) | PNR         | Lisboa            | 9.º         | 7 188 | 0,62 / 100,00 | 0,09          | Não eleito | [ 14 ]                 | Presidente do Partido Nacional Renovador |        |
| 2019 | 1.º (em 48) | PNR         | Lisboa            | 12.º        | 4 819 | 0,44 / 100,00 | 0,18          | Não eleito | [ 15 ]                 | Presidente do Partido Nacional Renovador |        |
| 2022 | E           | 1.º (em 48) | Lisboa            | 18.º        | 816   | 0,07 / 100,00 | 0,37          | Não eleito | Presidente do Ergue-te | [ 16 ]                                   |        |
| 2024 | E           | 1.º (em 48) | Lisboa            | 16.º        | 998   | 0,08 / 100,00 | 0,01          | Não eleito | Presidente do Ergue-te |                                          |        |

### Eleições autárquicas

#### Câmara Municipal
| Data | Partido     | Partido | Concelho | Posição     | Cl.   | Votos         | %             | +/-        | Status     | Notas |
| ---- | ----------- | ------- | -------- | ----------- | ----- | ------------- | ------------- | ---------- | ---------- | ----- |
| 2005 |             | PNR     | Lisboa   | 1.º (em 17) | 7.º   | 798           | 0,28 / 100,00 |            | Não eleito |       |
| 2007 | 1.º (em 17) | PNR     | Lisboa   | 9.º         | 1 599 | 0,83 / 100,00 | 0,55          | Não eleito |            |       |
| 2009 | 1.º (em 17) | PNR     | Lisboa   | 7.º         | 917   | 0,33 / 100,00 | 0,50          | Não eleito |            |       |
| 2013 | 2.º (em 17) | PNR     | Lisboa   | 8.º         | 1 182 | 0,52 / 100,00 | 0,19          | Não eleito |            |       |
| 2017 | 1.º (em 17) | PNR     | Lisboa   | 9.º         | 1 179 | 0,47 / 100,00 | 0,05          | Não eleito |            |       |

#### Assembleia Municipal
| Data | Partido | Partido     | Concelho | Posição     | Cl. | Votos         | %             | +/-        | Status     | Notas |
| ---- | ------- | ----------- | -------- | ----------- | --- | ------------- | ------------- | ---------- | ---------- | ----- |
| 2013 |         | PNR         | Lisboa   | 1.º (em 51) | 8.º | 1 326         | 0,52 / 100,00 |            | Não eleito |       |
| 2021 | E       | 1.º (em 51) | Lisboa   | 10.º        | 438 | 0,18 / 100,00 |               | Não eleito |            |       |

### Eleições europeias
| Data | Partido      | Partido | Posição     | Cl.    | Votos         | %             | +/-        | Status     | Notas |
| ---- | ------------ | ------- | ----------- | ------ | ------------- | ------------- | ---------- | ---------- | ----- |
| 2004 |              | PNR     | 2.º (em 24) | 11.º   | 8 106         | 0,24 / 100,00 |            | Não eleito |       |
| 2009 | 22.º (em 22) | PNR     | 12.º        | 13 039 | 0,37 / 100,00 | 0,13          | Não eleito |            |       |